# Aarhus Gymnastikforening af 1880
 Der er for få eller ingen kildehenvisninger i denne artikel, hvilket er et problem. Du kan hjælpe ved at angive troværdige kilder til de påstande, som fremføres i artiklen.

Aarhus Gymnastikforening af 1880 (i daglig tale: AGF) er en idrætsforening i Aarhus, der blev stiftet på foranledning af kommis Christian Christensen den 26. september 1880.

## Historie
Det startede, som navnet mere end antyder, med gymnastik. Dog havde man også andre idrætsgrene som hugning og fægtning, discipliner som kort efter starten imidlertid gik ind igen. I 1902 skilte man damegymnastikken ud i en selvstændig afdeling. 1902 var i øvrigt det store år for Gymnastikforeningens fortsatte udvikling, idet også svømning-, fodbold- og tennisafdelingen blev oprettet – i øvrigt på initiativ af den allestedsværende H.M. Lind, ildsjælen over dem alle i AGF. Han havde også allerede i 1896 taget initiativ til oprettelse af AGF-afdeling nr. 2, nemlig den klassiske idrætsgren atletik. Siden skulle der så gå over 30 år, før næste afdeling kom på programmet, nemlig håndboldafdelingen, som kom til i 1935 – i øvrigt i de første par år under atletikafdelingens beskyttende vinger. Og endelig skulle der så igen gå hen ved 60 år, inden den syvende og foreløbige seneste afdeling – basketball – kom til midt i 1990'erne.
AGF er som en af de få idrætsforeninger i Danmark ejer af sit eget anlæg. Det er beliggende i Fredensvang/Viby, som i 1935, hvor anlægget blev erhvervet, lå langt uden for Aarhus' bygrænse, men som i dag nærmest må betegnes som beliggende midt i Aarhus. På anlægget holder i det daglige to af afdelingerne til, nemlig fodbold og tennis. De øvrige afdelinger gymnastik, atletik, svømning, håndbold og basketball holder til forskellige andre steder i Aarhus – men ofte koncentreret omkring Atletion, det tidligere Aarhus Idrætspark, som AGF i dag også forpagter, for Aarhus Kommune som er ejer af NRGi Park & Arena
AGF er suverænt den mest vindende idrætsforening i Danmark gennem tiderne, med en del over 300 officielle DIF-mesterskaber. Det er mere end dobbelt så mange danske mesterskaber som den næstmest vindende klub i landet. [kilde mangler] Størsteparten af mesterskaberne er vundet til atletik- og svømmeafdelingen, men også fodbold- og håndboldafdelingen har i høj grad hentet guldmedaljer og på den måde haft sin væsentlige andel i, at AGF er blevet, hvad AGF er.
Medlemstallet har i mange år ligget ret konstant på omkring de 3700 medlemmer, med svømmeafdelingen som største afdeling (ca. 1200 medlemmer), efterfulgt af gymnastikafdelingen (ca. 1100 medlemmer). Disse to afdelinger tilsammen udgør mere end halvdelen af AGF's samlede medlemstal. På de følgende pladser kommer fodbold (ca. 500), tennis (ca. 400), håndbold ca. 300), basketball ca. 100) og endelig atletik (ca. 75).
I 1978 oprettede AGF professionel fodbold, hvilket i 2005 blev ændret til Århus Elite, da man valgte at udvide forretningen med andre områder; Århus GF (håndbold), Bakken Bears (basketball) og Atletion.

## Fodbold
Fodboldafdelingen har hjemmebane på CERES park i Aarhus. Fodbold kom først til i 1902. Fodboldklubben er en af de mest succesfulde danske klubber med 5 danske mesterskaber og 9 pokaltitler (hvilket er rekord).
Klubben har ca. 500 medlemmer. 
Den professionelle del af klubber blev stiftet i 1978. I 2005 blev navnet ændret til Århus Elite, da man valgte at udvide forretningen med andre områder; Århus GF (håndbold), Bakken Bears (basketball) og Atletion.
AGF professionel fodbold, nu under navnet "Århus Elite", rummer blandt andet herrefodboldhold, hvor førsteholdet spiller i Superligaen (2015/16), efter at have spillet i 1. division i 2014/15 sæsonen. AGF er den klub i Danmark, der har spillet flest førsterækkekampe under DBU (1. division og Superliga)[kilde mangler]. De seneste mange år har resultaterne dog ikke levet op til fordums storhed, hvilket har medført en del interne stridigheder, hvilket igen har medført, at AGF har fået tilnavnet Galehuset. Fanfraktionen Galehuset har endda taget navnet til sig som en ironisk kommentar til deres uforbeholdne støtte til en klub i krise. Dog er det i de senere år begyndt at gå væsentligt bedre for AGF og i 2016 vandt de deres første bronzemedalje i mere end 23 år.

## Atletik
Underafdelingen AGF Atletik blev først stiftet 16 år senere end hovedforeningen, nemlig i 1896, hvilket gør afdelingen til en af de ældste atletikafdelinger i Danmark. Stiftelsen kom efter initiativ fra sergent J.C. Jensen. I starten var atletikken i klubben kun for mænd, hvor stangspring var den første disciplin, der blev praktiseret. 
I 1917 fik AGF-Atletik sin første danske mester og landsholdsdeltager, Carl Boesen, der vandt DM i trespring med 12.99 m. I 1948 deltog den første AGF'er ved OL, 800 meter løberen Herluf Christensen, som havde kvalificeret sig ved at blive nr. 2 i en landskamp mod Norge i Oslo. I det indledende heat blev han løbet ned og brækkede det ene ben. Senere i 1960'erne og 1970'erne havde AGF-Atletik mange gode atleter som kasterne Kaj Andersen og Erik Fisker, og løberne Wigmar Pedersen, Claus Børsen og Jørgen Jensen. Det blev i denne periode til fire danske holdmesterskaber for mænd; 1967, 1969, 1971 og 1972 samt et for kvinderne; 1966. 
Først i 1945 fik de første kvinder lov til at dyste for AGF. Dette skulle blive startskuddet til, hvad der er i dag Danmarks bedste mellem- og langdistancegruppe med løbere som Nina T. Sørensen, Lene Duus, Maria Sig Møller og Ida Fallesen. Hos herrerne har AGF-Atletik i nyere tid haft løbere som Flemming Bjerre, Klaus Hansen og Mikkel Kleis.
Klubben har altid været kendt for sine gode trænere, og det var efter sigende AGF-Atletik, som fik  Arthur Lydiard til Danmark. Nu om dage har de Dan Olesen tilknyttet deres eliteløbere.

## Håndbold
AGF Håndbold blev først stiftet i 1935. Klubben hører til blandt de yngste afdelinger i foreningen. På landsplan er det dog en af de ældste håndboldklubber. AGF Håndbold har hjemmebane på Atletion i Aarhus og har ca. 300 medlemmer.